# Podział administracyjny Kościoła katolickiego w Chinach
Podział administracyjny Kościoła katolickiego w Chinach – w ramach Kościoła katolickiego w Chinach funkcjonuje obecnie 20 metropolii, w której skład wchodzi 20 archidiecezji i 93 diecezji.
Jednostki administracyjne Kościoła katolickiego obrządku łacińskiego w Chinach:

## Metropolia Anqing
- Archidiecezja Anqing
  - Diecezja Bengbu
  - Diecezja Wuhu

## Metropolia Changsha
- Archidiecezja Changsha
  - Diecezja Changde
  - Diecezja Hengzhou
  - Diecezja Yuanling

## Metropolia Chongqing
- Archidiecezja Chongqing
  - Diecezja Chengdu
  - Diecezja Jiading
  - Diecezja Kangding
  - Diecezja Ningyuan
  - Diecezja Shunqing
  - Diecezja Suifu
  - Diecezja Wanxian

## Metropolia Fuzhou
- Archidiecezja Fuzhou
  - Diecezja Funing
  - Diecezja Tingzhou
  - Diecezja Xiamen

## Metropolia Guiyang
- Archidiecezja Guiyang
  - Diecezja Nanlong

## Metropolia Hangzhou
- Archidiecezja Hangzhou
  - Diecezja Lishui
  - Diecezja Ningbo
  - Diecezja Taizhou
  - Diecezja Yongjia

## Metropolia Hankou
- Archidiecezja Hankou
  - Diecezja Hanyang
  - Diecezja Laohekou
  - Diecezja Puqi
  - Diecezja Qichun
  - Diecezja Shinan
  - Diecezja Wuchang
  - Diecezja Xiangyang
  - Diecezja Yichang

## Metropolia Jinan
- Archidiecezja Jinan
  - Diecezja Caozhou
  - Diecezja Qingdao
  - Diecezja Weifang
  - Diecezja Yanggu
  - Diecezja Yantai
  - Diecezja Yanzhou
  - Diecezja Yizhou
  - Diecezja Zhoucun

## Metropolia Kaifeng
- Archidiecezja Kaifeng
  - Diecezja Jixian
  - Diecezja Luoyang
  - Diecezja Nanyang
  - Diecezja Shangqiu
  - Diecezja Xinyang
  - Diecezja Zhengzhou
  - Diecezja Zhumadian

## Metropolia kantońska
- Archidiecezja kantońska
  - Diecezja Beihai
  - Diecezja Hongkongu
  - Diecezja Jiangmen
  - Diecezja Jiaying
  - Diecezja Shantou
  - Diecezja Shaoguan

## Metropolia Kunming
- Archidiecezja Kunming
  - Diecezja Dali

## Metropolia Lanzhou
- Archidiecezja Lanzhou
  - Diecezja Pingliang
  - Diecezja Qinzhou

## Metropolia Nanchang
- Archidiecezja Nanchang
  - Diecezja Ganzhou
  - Diecezja Ji’an
  - Diecezja Nancheng
  - Diecezja Yujiang

## Metropolia nankińska
- Archidiecezja nankińska
  - Diecezja Haimen
  - Diecezja szanghajska
  - Diecezja Suzhou
  - Diecezja Xuzhou

## Metropolia Nanning
- Archidiecezja nannińska
  - Diecezja Wuzhou

## Metropolia pekińska
- Archidiecezja pekińska
- Diecezja Anguo
- Diecezja Baoding
- Diecezja Chengde
- Diecezja Daming
- Diecezja Jingxian
- Diecezja Tiencin
- Diecezja Xianxian
- Diecezja Xingtai
- Diecezja Xuanhua
- Diecezja Yongnian
- Diecezja Yongping
- Diecezja Zhaoxian
- Diecezja Zhengding

## Metropolia Shenyang
- Archidiecezja Shenyang
  - Diecezja Chifeng
  - Diecezja Fushun
  - Diecezja Jilin
  - Diecezja Rehe
  - Diecezja Sipingjie
  - Diecezja Yanji
  - Diecezja Yingkou

## Metropolia Suiyuan
- Archidiecezja Suiyuan
  - Diecezja Jining
  - Diecezja Ningxia
  - Diecezja Xiwanzi

## Metropolia Taiyuan
- Archidiecezja Taiyuan
  - Diecezja Datong
  - Diecezja Hongdong
  - Diecezja Lu’an
  - Diecezja Lüliang
  - Diecezja Shuozhou
  - Diecezja Yuci

## Metropolia xi’ańska
- Archidiecezja xi’ańska
  - Diecezja Fengxiang
  - Diecezja Hanzhong
  - Diecezja Sanyuan
  - Diecezja Yan’an
  - Diecezja Zhouzhi

## Podległe bezpośrednio Stolicy Apostolskiej
- Diecezja Makau
- Prefektura apostolska Baojing
- Prefektura apostolska Guilin
- Prefektura apostolska Hajnan
- Prefektura apostolska Haizhou
- Prefektura apostolska Jiamusi
- Prefektura apostolska Jian’ou
- Prefektura apostolska Lindong
- Prefektura apostolska Linqing
- Prefektura apostolska Lixian
- Prefektura apostolska Qiqihar
- Prefektura apostolska Shaowu
- Prefektura apostolska Shashi
- Prefektura apostolska Shiqian
- Prefektura apostolska Suixian
- Prefektura apostolska Tongzhou
- Prefektura apostolska Tunxi
- Prefektura apostolska Weihaiwei
- Prefektura apostolska Xiangtan
- Prefektura apostolska Xing’anfu
- Prefektura apostolska Xining
- Prefektura apostolska Xinjiang
- Prefektura apostolska Xinxiang
- Prefektura apostolska Yangzhou
- Prefektura apostolska Yixian
- Prefektura apostolska Yongzhou
- Prefektura apostolska Yueyang
- Prefektura apostolska Zhaotong
- Administratura apostolska Harbinu

## Katolickie Kościoły wschodnie
- Egzarchat apostolski Harbinu